# Городовиковськ

Герб Городовиковська

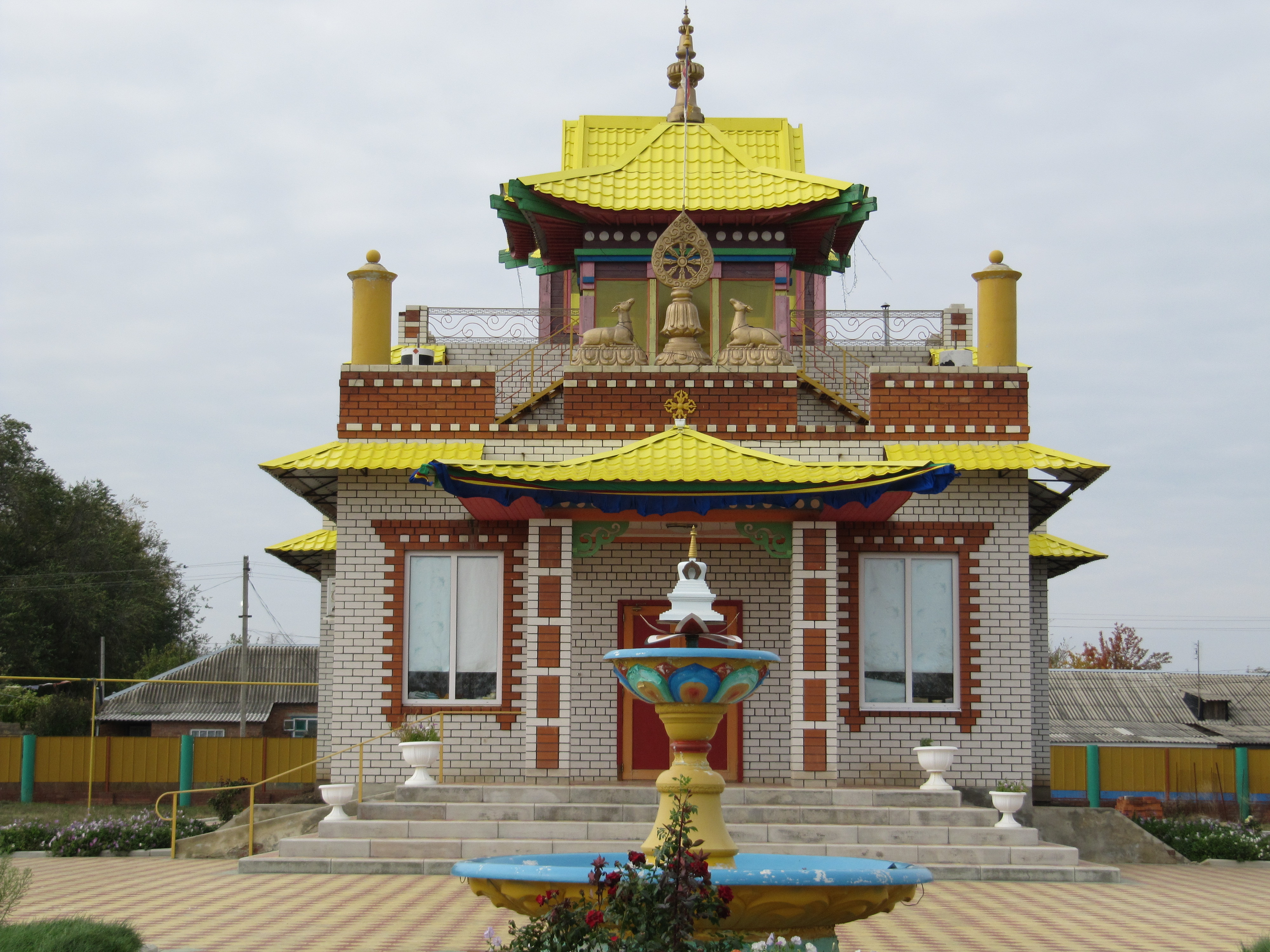

Городовиковськ - місто (з 1971) в Росії, адміністративний центр Городовиковського району Калмикії.

## Географія
Місто розташоване на річці Башанта, за 234 км від Елісти.

## Історія
Населений пункт був заснований в 1872 у калмицьким князем-нойоном М. М. Гахаевим як поселення Башанта (калм. Бәәшңтә від калм. бәәшң — башта, палац). З 1909 року ставка Башанта була адміністративним центром Большедербетовського улусу. При ставці улусу діяло двокласне училище, діяв хурула.
В 1930 році, у зв'язку зі скасуванням улусів і переходом до районного поділу, вона стала центром Західного району. З 1938 року — селище міського типу. З 1943 по 1957 роки Західний район входив до складу Ростовської області, але потім був повернутий Калмикії. У 1960 році його перейменували в Городовиковськ. В 1971 році отримав статус міста і назву «Городовиковськ» на честь радянського воєначальника Оки Городовикова.

## Населення
Населення 9,5 тис. чол. (2010), з прилеглими відділеннями та сільськими господарствами 15 тис. чол. (2005).
| Рік  | Населення |
| ---- | --------- |
| 1939 | 4,0 тис.  |
| 1959 | 4 619     |
| 1970 | 7 804     |
| 1979 | 11 879    |
| 1989 | 11 902    |
| 2002 | 10 940    |
| 2010 | 9 480     |